# هنري د. بارون
هنري د. بارون (بالإنجليزية: Henry D. Barron)‏ هو محامي وقاضي وسياسي أمريكي، ولد في 10 أبريل 1833، وتوفي في 22 يناير 1882. حزبياً، نشط في الحزب الديمقراطي. وقد انتخب عضو جمعية ولاية ويسكونسن وانتخب عضو مجلس ولاية ويسكونسن.